# Prix Enrico-Fermi
Pour les articles homonymes, voir Fermi.
Ne doit pas être confondu avec le prix Enrico-Fermi de la Société italienne de physique (it)
Le prix Enrico-Fermi est un prix décerné par le gouvernement des États-Unis honorant des scientifiques de renommée internationale pour leurs travaux dans le développement, l'utilisation ou la production d'énergie. Il est administré par le département de l'Énergie des États-Unis. Le gagnant reçoit un prix de 100 000 USD et une médaille d'or comportant l'effigie de Enrico Fermi, qui a donné son nom à la récompense, ainsi qu'une citation du président des États-Unis.
Le premier lauréat fut Enrico Fermi en 1954, puis le prix fut décerné à partir de 1956 de manière plus ou moins régulière. Les lauréats les plus connus sont John von Neumann en 1956, Edward Teller en 1962, Robert Oppenheimer en 1963 et Otto Hahn avec Lise Meitner et Fritz Strassmann en 1966.

## Listes des lauréats
- 1954 : Enrico Fermi
- 1956 : John von Neumann
- 1957 : Ernest Orlando Lawrence
- 1958 : Eugene Wigner
- 1959 : Glenn Theodore Seaborg
- 1961 : Hans Bethe
- 1962 : Edward Teller
- 1963 : Robert Oppenheimer
- 1964 : Hyman Rickover
- 1966 : Otto Hahn, Lise Meitner et Fritz Strassmann
- 1968 : John Wheeler
- 1969 : Walter Zinn
- 1970 : Norris Bradbury
- 1971 : Shields Warren (en) et Stafford L. Warren
- 1972 : Manson Benedict (en)
- 1976 : William L. Russell
- 1978 : Wolfgang Panofsky (en) et Harold Agnew
- 1980 : Rudolf Peierls et Alvin Weinberg
- 1981 : W. Bennett Lewis
- 1982 : Herbert Anderson et Seth Neddermeyer
- 1983 : Alexander Hollaender et John Lawrence
- 1984 : Robert Rathbun Wilson et Georges Vendryes
- 1985 : Norman Rasmussen et Marshall Rosenbluth
- 1986 : Ernest Courant et Stanley Livingston
- 1987 : Luis Walter Alvarez et Gerald Tape (en)
- 1988 : Richard Setlow et Victor Weisskopf
- 1990 : George Cowan (en) et Robley Evans (en)
- 1992 : Harold Brown, John Foster Jr. et Leon Lederman
- 1993 : Freeman Dyson et Liane Russel (en)
- 1995 : Ugo Fano et Martin Kamen
- 1996 : Mortimer Elkind, Richard Garwin et Rodny Withers (en)
- 1998 : Maurice Goldhaber et Michael E. Phelps (en)
- 2000 : Sheldon Datz (en), Sidney Drell et Herbert York
- 2003 : John Bahcall, Raymond Davis Jr. et Seymour Sack
- 2005 : Arthur Rosenfeld (en)
- 2009 : John Goodenough et Siegfried Hecker (en)
- 2012 : Mildred Dresselhaus et Burton Richter
- 2013 : Andrew Sessler (en) et Allen Joseph Bard
- 2014 : Claudio Pellegrini (en) et Charles V. Shank
- 2023 : Darleane C. Hoffman et Gábor A. Somorjai
- 2024 : Héctor D. Abruña, Paul Alivisatos et John H. Nuckolls